# Hajós József (főrend)
Dömsödi Hajós József (Dömsöd, 1853. szeptember 2. – Budapest, 1917. március 14.) bankár, országgyűlési képviselő, császári és királyi kamarás, főrend. 

## Életútja
Apja az első hazai takarékpénztári egyesület elnöke volt. Középiskoláit Pesten a református gimnáziumban, részben Stuttgartban végezte. Jogot a pesti egyetemen és Berlinben hallgatott, majd doktori fokozatot szerzett. 1877-ben tartalékos tiszt lett a 13. huszár-ezredben. 1878. júniusban választották a solti felső járásban segédszolgabirónak; 1882-ben leköszönt. 1884-ben mérsékelt ellenzékipárti programmal fellépett, de a függetlenségi ellenjelölttel szemben kisebbségben maradt. 1887-ben választották a pestmegyei hitelszövetkezet igazgatójának és ő kezdte meg a szövetkezetek szervezését. 1892-ben nemzetipárti képviselővé választatott (1896-ig töltötte be ezt a pozíciót), illetve szintén 1892-ben a Pesti Hazai Első Takarékpénztár újjászervezése alkalmával annak igazgatóságába jutott, 1898-tól alelnöke, 1911-től elnöke volt. 1898-ban az Országos Központi Hitelszövetkezet alelnöke lett. A közgazdasági bizottság tagja volt, valamint 1913-tól a főrendiház tagja.